# Chana Safrai
Chana Safrai, née en 1946 à Jérusalem  et morte le 10 février 2008 est une juive orthodoxe israélienne.
Elle était considérée comme une experte du judaïsme rabbinique et de l'époque du Second Temple de Jérusalem, en particulier de la place des femmes. Elle était aussi une experte des relations entre les écritures saintes juives et chrétiennes. Elle publia de nombreuses études dont l'une en tant que co-autrice du misradh du philosophe gréco-juif Philon d'Alexandrie.

## Enfance
Chana Safrai est née au sein d'une famille juive orthodoxe de l'union de Chaya Safrai, mère ayant fui l'Holocauste en Allemagne et Shmuel Safrai, rabbin et historien des religions à l'université hébraïque de Jérusalem. Ayant une pensée plutôt féministe, Shmuel enseigna la Torah et le Talmud à Chana, ce qui n'était pas ordinaire dans la communauté juive orthodoxe de l'époque.

## Formation
Safrai étudia l'histoire juive et grecque, le Talmud et l'histoire religieuse de la Grèce antique au sein de l'université hébraïque de Jérusalem et à Harvard.
En 1991, elle obtint son doctorat, dirigé par Yehua Aschkenasy auprès de l'université théologique catholique d'Utrecht, pour sa thèse sur le statut et le rôle des femmes dans le Second Temple de Jérusalem.

## Vie professionnelle
Safrai était liée aux activités des facultés d'études juives de plusieurs universités comme l'université hébraïque de Jérusalem, l'University College de Jérusalem et l'Institut Shalom Hartman,,. Elle était également membre de l'école de recherches synoptiques de Jérusalem, et du centre de recherches pour les relations juives-chrétiennes,,. Elle était également directrice du comité international des femmes juives et est depuis 1992, membre d'une communauté de travail juive-chrétienne de l'Église évangélique luthérienne d'Allemagne.
En 1981, Chana Safrai fonda l'Institut Judith Lieberman pour les études juives de Jérusalem et en fut même la directrice.
Elle dirigea de nombreux séminaires à propos du Talmud et de l'idéologie juive à l'université Goethe de Francfort-sur-le-Main et à l'église de Wuppertal.
Entre 1991 et 1998, elle travailla comme assistante scientifique à l'université théologique catholique d'Amsterdam où elle étudia les relations entre le Judaïsme et le Nouveau Testament, dirigea de nombreuses écoles théologiques et était une pionnière dans la théologie féministe.
En tant que juive orthodoxe, Safrai tenta de promouvoir l'émancipation des femmes dans sa religion. Elle était membre du Kolech, un groupe de juifs orthodoxes féministes qui combat entre autres les abus sexuels au sein de l'orthodoxie juive.

## Mort
Chana passa les cinq derniers mois de sa vie à combattre un cancer à l'hôpital Hadassah de Ein Kerem. Chana Safrai mourut à l'âge de 61 ans.